# 桜井城
桜井城（さくらいじょう）は、千葉県旭市櫻井にあった日本の城。

## 概要
桜井城は、前掛城、舞掛城、前野城、上代城などとも称され、城跡は旭市櫻井字御前を中心とする場所にある。畑の中に、旧干潟町の教育委員会が建てた案内標がある。
千葉常胤の六男・東胤頼の最初の居城と言われる城である。胤頼は、鎌倉時代のはじめに東荘33郷を与えられて領有しており、この頃の居城が桜井城ということになる。胤頼はその後、文治6年（1190年）に須賀山城を築いて居城を移し、さらに隣接する森山城に移っていった。なお、桜井城には東胤頼以前に上代越後守がおり、この人は胤頼に桜井城を譲って同じ東荘の御代城に移っていったという話もある。
戦国時代の永禄8年（1565年）、桜井城は里見義弘の軍勢に攻められた。この頃の城主は上代胤正という人で、奮戦したが、多くの郎党たちとともに討ち死にして落城した。
文禄元年（1592年）、徳川氏の家臣である松平家忠が再建して居城したが、のちに家忠は小見川城に封ぜられ、わずか3年で廃城となった（小見川藩参照）。

## 構造
桜井城は多郭雑形式で、半島状の台地の先端部に要害郭がある。付近には、「大門」「家中内」「返堀」「馬洗」「馬場址」などの地名が残っている。「大門」が登城口と呼ばれ、大手口と考えられる。琴平神社が祀られている小高い場所が物見台の跡と推定される。

## アクセス
- JR総武本線　干潟駅から旭市コミュニティバス　まんざい保育所前下車